# Академія Ґранд-Шом'єр
Академія Ґранд-Шом'єр (фр. Académie de la Grande Chaumière) — художня академія в Парижі, заснована в 1904 році.

## Історія
Академія Ґранд-Шом'єр розташована в Парижі на Монпарнасі, в VI міському окрузі, за адресою: вул. Гранд Шом'єр 14 (14 rue de la Grande Chaumière). Була заснована в 1904 році іспанським художником Клаудіо Кастелучо (за іншими даними — швейцарською художницею Мартою Штеттлер). З 1909 року Академія очолювалася самої Мартою Штеттлер, її подругою Алісою Данненберг і французьким художником Люсьєном Симоном. 1945 року Штеттлер померла. Починаючи з 1957 року Академією керують представники сімейства Шарпантьє.
Як і інші приватні художні академії того часу, Ґранд-Шом'єр протиставляла себе академічним навчальним закладам і культивувала дух вільної творчості. У ній навчалися переважно іноземці, в тому числі жінки.
Від 1907 і до своєї смерті в 1929 клас скульптури в академії очолював Антуан Бурдель. Серед його учениць була глухоніма Жанна Бергсон (1893—1961), донька відомого філософа Анрі Бергсона, якій Бурдель давав зауваження письмово.
У наш час Академія є художньою школою відкритого типу, що означає — у ній немає певного, розрахованого на кілька років освітнього курсу. Учні можуть записатися на заняття протягом декількох місяців, тижнів і навіть днів, відвідувати студії погодинно, займатися в Академії живописом і малюнком за допомогою або без допомоги викладацького складу. Особливо популярними є так звані вечірні «Croquis à cinq minutes», під час яких модель, що позує, змінює своє положення кожні 5 хвилин. У зв'язку з відкритим характером Академії, вона практично не має архівних даних, особливо тих, що стосуються учнів, які здійснювали короткострокові відвідування Академії.

## Відомі викладачі

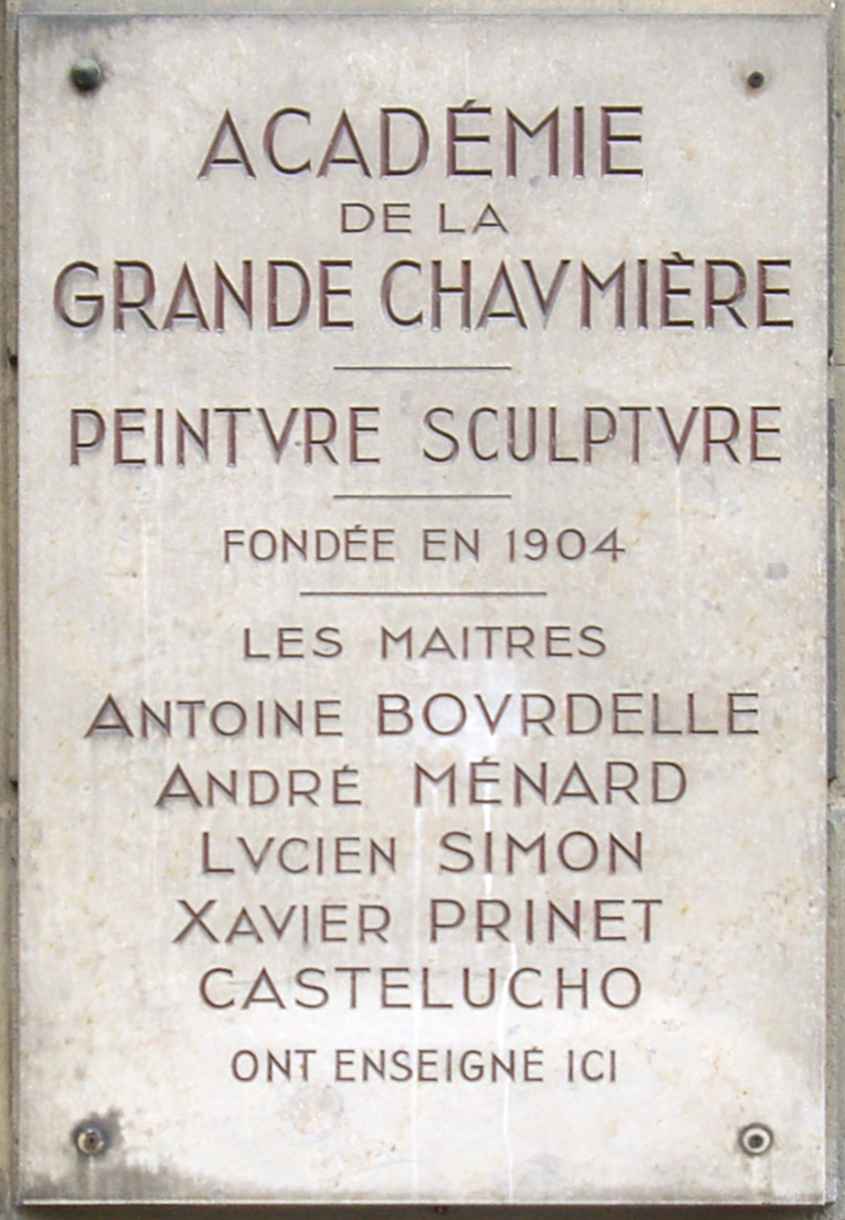
Пам'ятна дошка з іменами викладачів

- Жак-Еміль Бланш
- Еміль-Антуан Бурдель
- Ольга Бознанська
- Клаудіо Кастелучо
- Леопольд Крец
- Гюстав Куртуа
- Отон Фриз
- Ежен Грассі
- Волтер Сікерт
- Фернан Леже
- Андре Лот
- Осип Цадкін

## Відомі учні
- Етьєнн Айду
- Максвелл Армфілд
- Бальтус
- Інге Блум
- Луїза Буржуа
- Клод Верліндена
- Марія Елена Вієйра да Сілва
- Лев Гальперін
- Адольф Готліб
- Альберто Джакометті
- Курт Зелігман
- Іон Ірімеску
- Рене Іше
- Олександр Колдер
- Зоя Корвін-Круковська
- Мирослав Кральович
- Леопольд Крец
- Шарль Кродель
- Сугано Куми
- Андрій Ланской
- Тамара Лемпицька
- Жоан Міро
- Віра Мухіна
- Елі Надельман
- Мерет Оппенгейм
- Амелія Пелаес
- Алісія Пенальба
- Серж Поляков
- Жермен Рішье
- Зінаїда Серебрякова
- Арпад Сенеш
- Бредлі Вокер Томлін
- Марта Волтер
- Ельміра де Хорі
- Маріу Цезаріні
- Ірен Шарафф
- Лев Шульц
- Олександра Екстер
- Хуан Емар
- Петер Янссен

|}

## Фільмографія
- Laurent Roth, Modèle depuis toujours, documentaire, 1988[8].